# Escaphiella chiapa
Espèce
Escaphiella chiapa est une espèce d'araignées aranéomorphes de la famille des Oonopidae.

## Distribution
Cette espèce est endémique du Chiapas au Mexique,. Elle se rencontre à Chiapa, à Sumidero et à Tuxtla Gutiérrez.

## Description
Le mâle holotype mesure 1,40 mm et la femelle paratype 1,44 mm.

## Étymologie
Cette espèce est nommée en référence au lieu de sa découverte, Chiapa.

## Publication originale
- Platnick & Dupérré, 2009 : The American goblin spiders of the new genus Escaphiella (Araneae, Oonopidae). Bulletin of the American Museum of Natural History, no 328, p. 1-151 (texte intégral).